# Клён татарский
Клён тата́рский, или Черноклён, или Неклён (лат. Ácer tatáricum) — листопадное дерево семейства Клёновые (по другой системе классификации относится к семейству Сапиндовые), родом из Европы и Юго-Западной Азии. Иногда культивируется в качестве декоративных насаждений в садах и парках.

## Распространение и экология
Клён татарский распространён в центральной и Восточной Европе, а также в Юго-Западной Азии и Восточной Сибири. Ареал на западе ограничен Австрией, на востоке юго-западной частью России и Кавказом, на юге доходит до Ирана и Малой Азии.
Растёт в широколиственных лесах, вдоль оврагов и берегов рек.
Выдерживает сибирские морозы. Один из самых засухоустойчивых видов клёна. Устойчив к промышленным выбросам и городским условиям.
Растёт медленно, морозоустойчив и теневынослив, выносит засоленность почвы.

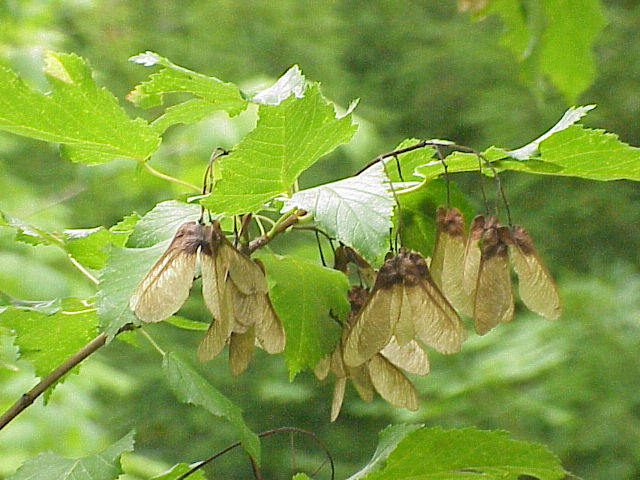
Крылатки

## Ботаническое описание
Небольшое деревце либо кустарник с несколькими стеблями высотой 2—12 м. Кора тонкая, бледная серо-коричневая, гладкая с тёмными бороздками, с возрастом покрывается трещинами. Ветки тонкие, угловатые, гладкие либо слегка опушёные, красно-коричневые, с выпуклыми листовыми рубцами и короткими, широкими, тёмно-красно-коричневыми почками.
Листья простые, супротивные, с пильчатыми или двоякопильчатыми краями, обычно цельные или с 2—5 лопастями, широко-овальные либо дельтовидные, длиной 5—11 см, по ширине вдвое короче, сверху зелёные, снизу более бледные, по жилкам опушённые. Осенью листья становятся ярко-красными и затем опадают. Черешки листьев 2—5 см длиной, тонкие, часто с небольшим оттенком розового.
Цветки бело-зелёные с небольшим оттенком красного цвета, 5—8 мм в диаметре, душистые, на длинных ножках, собраны в густую щитковидную метёлку, весной появляются сразу вслед за листьями.
Плод представляет собой крылатку, состоящую из двух одинаковых половинок 2,0—2,5 см длиной каждая, расходящихся под острым углом. Крылья семени зелёные либо красные, осенью буреют. Семя созревает поздним летом или ранней осенью и продолжает оставаться на дереве.
По своим морфологическим свойствам близок к клёну приречному (Acer ginnala), который некоторые ботаники считают подвидом клёна татарского A. tataricum subsp. ginnala. Они, в частности, различаются по листьям, которые у приречного клёна блестящие (у татарского клёна матовые), а отдельные лопасти ясно выражены и гораздо глубже изрезаны.

## Болезни и вредители

### Патогенные грибы
- Taphrina polyspora вызывает бурую или чёрную пятнистость и некроз листьев[3].

## Значение и применение

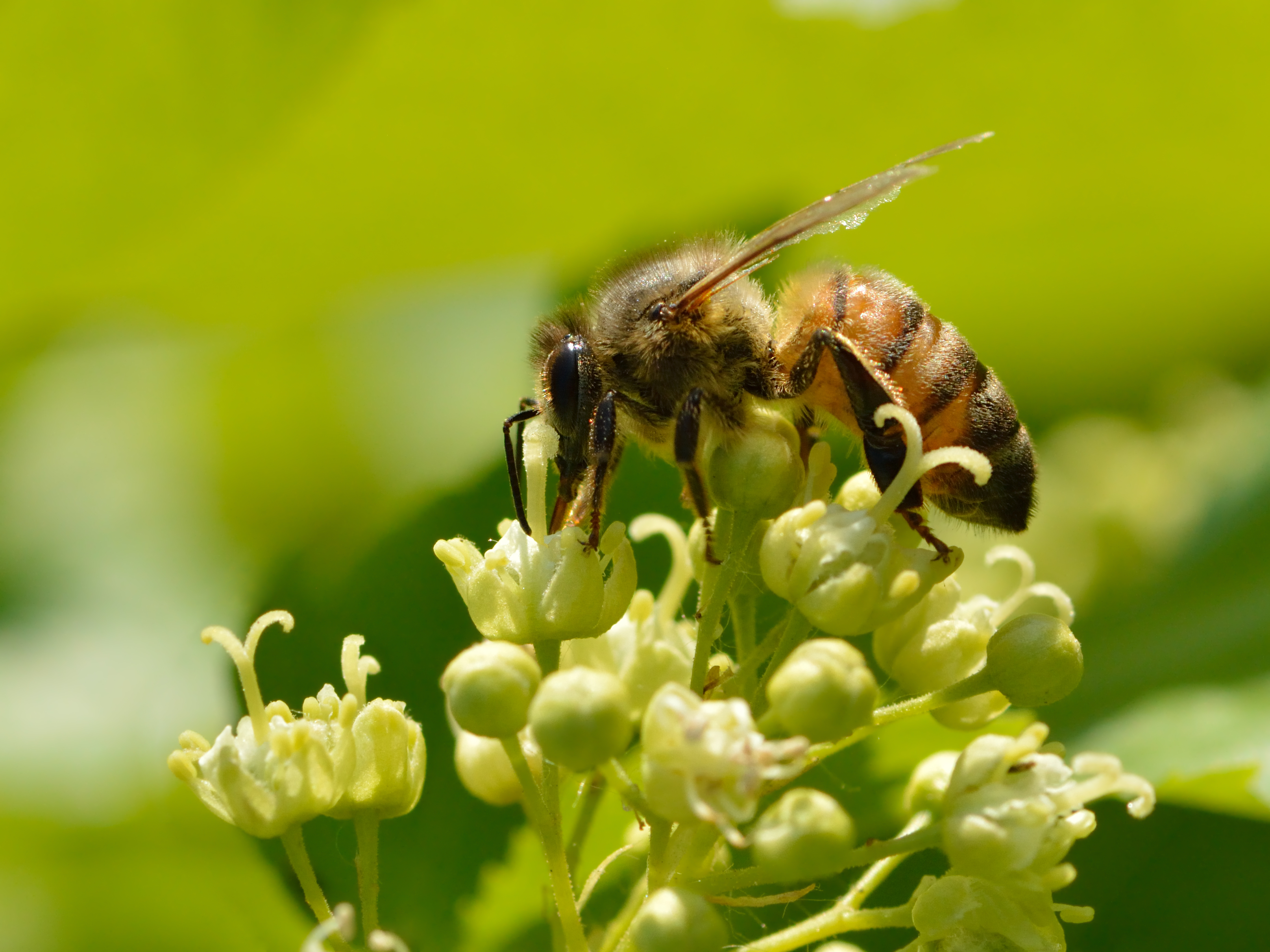
Татарский клён даёт медоносным пчёлам нектар и пыльцу

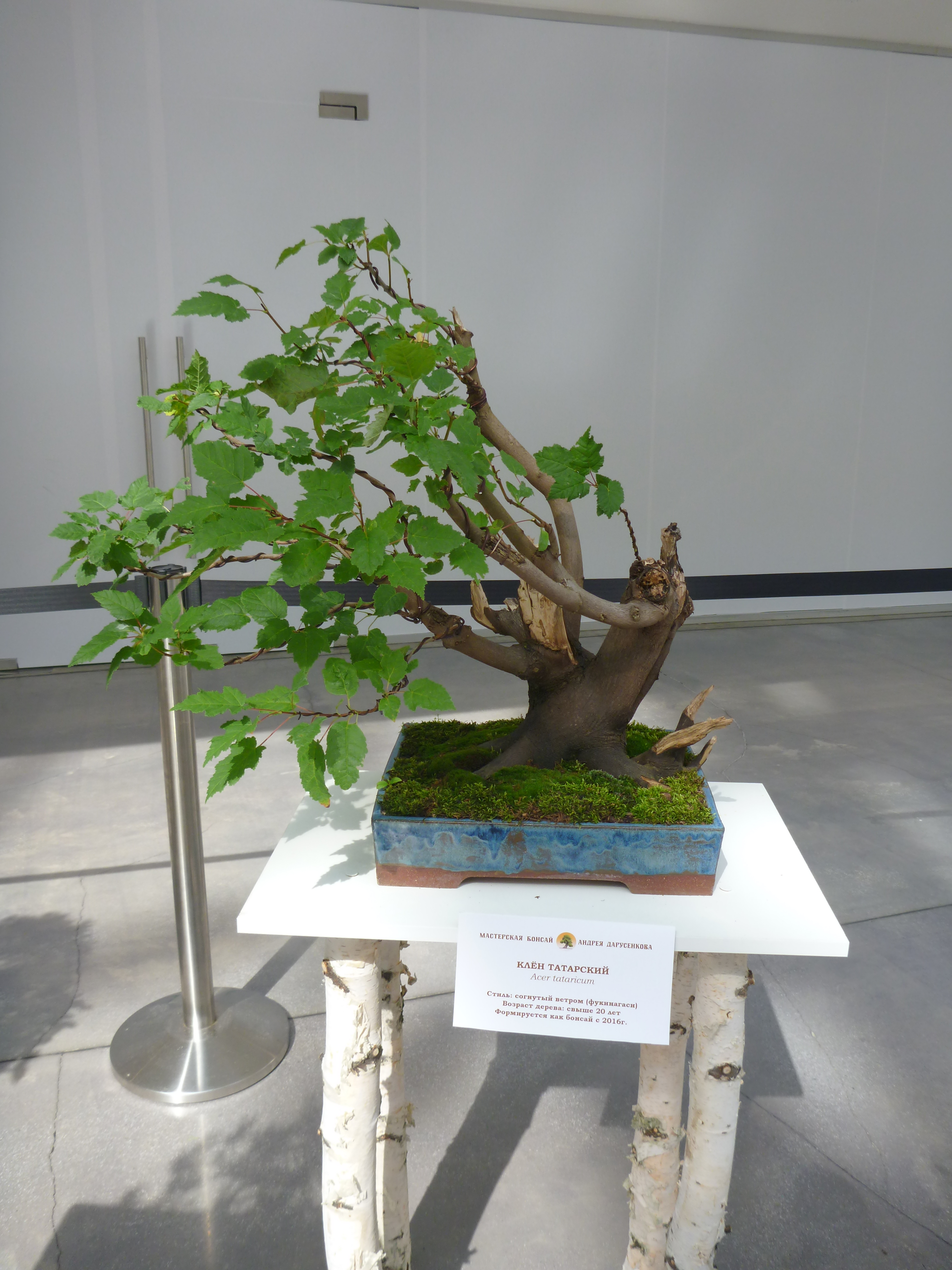
Клен татарский, сформированный в бонсай

Татарский клён изредка используется в качестве зелёных насаждений в садах и парках Европы. В культуре более 10 сортов отличающихся формой кроны и листовых пластинок, а также особенностями осенней окраски. Частично интродуцирован в восточных регионах Северной Америки.
Поздней осенью листья поедаются овцами и козами. Среди других видов клёна лучше всех поедается пятнистым оленем.
Даёт медоносным пчёлам нектар и пыльцу. Позднее цветение в более тёплую погоду, чем клён остролистный, позволяет пчёлам лучше использовать нектар. Мёдопродуктивность до 100 кг с гектара сплошных насаждений. Суточный привес контрольного улья 1—2 кг.
Содержит танины и галловую кислоту. Плоды и цветки применяются в народной медицине при различного рода диареи. Растение рекомендуется в качестве вяжущего противодизентерийного средства.
Используется в полезащитном лесоразведении, мелиоративных и озеленительных насаждениях.

## Классификация

### Таксономия[13]
Acer tataricum L., Species Plantarum. 1753.
Вид Клён татарский относится к роду Клён (Acer) подсемейства Конскокаштановые (Hippocastanoideae) семейства Сапиндовые (Sapindaceae) порядка Сапиндоцветные (Sapindales). Кладограмма в соответствии с Системой APG IV по состоянию на июнь 2023 года:
|  |                                      |  |                                   |                                   |                      |  | ещё 8 семейств | ещё 8 семейств     |                               |  |  |  | ещё 4 рода    | ещё 4 рода                               |  |  |
|  |                                      |  |                                   |                                   |                      |  | ещё 8 семейств | ещё 8 семейств     |                               |  |  |  | ещё 4 рода    | ещё 4 рода                               |  |  |
|  |                                      |  |                                   | порядок Сапиндоцветные            |                      |  |                |                    | Подсемейство Конскокаштановые |  |  |  |               | Клён татарский и 4 внутривидовых таксона |  |  |
|  |                                      |  |                                   | порядок Сапиндоцветные            |                      |  |                |                    | Подсемейство Конскокаштановые |  |  |  |               | Клён татарский и 4 внутривидовых таксона |  |  |
|  | отдел Цветковые, или Покрытосеменные |  |                                   |                                   | семейство Сапиндовые |  |                |                    | род Клен                      |  |  |  |               |                                          |  |  |
|  | отдел Цветковые, или Покрытосеменные |  |                                   |                                   |                      |  |                |                    |                               |  |  |  |               |                                          |  |  |
|  |                                      |  | ещё 63 порядка цветковых растений | ещё 63 порядка цветковых растений |                      |  |                | еще 3 подсемейства | еще 3 подсемейства            |  |  |  | еще 168 видов |                                          |  |  |
|  |                                      |  |                                   | ещё 63 порядка цветковых растений |                      |  |                |                    | еще 3 подсемейства            |  |  |  |               |                                          |  |  |

### Синонимы
- Acer cordifolium  Moench
- Acer tataricum f. acutipterum  Jovan.
- Acer tataricum f. crispatum  (Pax)  Schwer.
- Acer tataricum f. crispum  Jovan.
- Acer tataricum f. cruciatum  Jovan.
- Acer tataricum f. incumbens  (Pax)  Jovan.
- Acer tataricum f. latialatum  Jovan.
- Acer tataricum f. nanum  Dippel
- Acer tataricum f. oblongifolium  Racib.
- Acer tataricum f. orbiculatum  Schwer.
- Acer tataricum f. platypterum  Jovan.
- Acer tataricum f. rotundifolium  Racib.
- Acer tataricum f. rubrum  Schwer.
- Acer tataricum f. torminaloides  (Pax)  Schwer.
- Acer tataricum subsp. torminaloides  (Pax)  A.E.Murray
- Acer tataricum var. crispatum  Pax
- Acer tataricum var. hebecarpum  Schwer.
- Acer tataricum var. incumbens  Pax
- Acer tataricum var. slendzinskii  Racib.
- Acer tataricum var. torminaloides  Pax
- Euacer tataricum  Opiz

### Нижестоящие таксоны
По современной классификации к виду Клён ясенелистный относят 4 подвида
- Acer tataricum  subsp. aidzuense
- Acer tataricum subsp. ginnala  (Maxim.) Wesm. — Клён приречный
- Acer tataricum  subsp. semenovii
- Acer tataricum  subsp. theiferum